# حسن فهمي باشا

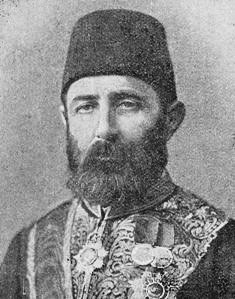
حسن فهمي باشا

حسن فهمي باشا المولود في 1836 والمتوفي سنة 1910 ميلادية، والي الدولة العثمانية العلية، شغل نظارات عديدة (أي كان ناظرا لعديد من الإدارات)، كما عمل بمناصب رفيعة بالمؤسسات العدلية، وكان رجل الدولة العثمانية الفذ. تحدر الرجل من أسرة راقية الأصل رفيعة النسب، وكان مسقط رأسه في مدينة باطومي الكائنة حاليا ضمن مقاطعة أجاريا في جمهورية جورجيا قريبا من مارديت التركية، وكانت آنذاك تحت سطوة آل عثمان. ثم نزح إلى إسطنبول سنة 1858
كأحد رجال الدولة، تخرج من قاعة الباب العالي للألسن والترجمة، وتتلمذ هناك حتى أتم دراسته. عمل محررا في عديد من الجرائد كجريدة تقويم العريقة، وجريدة الوقائع، والجريدة والحوادث. اضطلع بدور مهم في وضع نواة الإعلان الدستوري العثماني المعروف باسم المشروطية أو القانون الأساسي،
في الفترة من مارس آذار وحتى يونيو حزيران من سنة 1877
فصار أحد وكلاء الأمة مبعوث المجلس العثماني لوضع الدستور، بل واختير للمبعوثين العثمانيين رئيسا في الفترة من 1877 – 1878
عين سنة 1880 ناظرا للنافعية (مثل وزارة الأشغال في يومنا هذا) ثم ناظرا للعدل سنة 1884 ثم كلف بالولاية على كل م حلب الشامية وسالونيك اليونانية على بحر إيجة، كلف بمهام دبلوماسية عديدة في مدن كروما و (لندره) لندن ووضع كتابا قيما أسماه «تلخيص حقوق الدول» يعد كتابا رائدا في القانون العالمي.
في الفترة من أكتوبر 1907 وحتى أغسطس 1908 صار وزير شورى الدولة العلية، ثم بفاصل زمني من ثلاث أشهر ثم عاد لنفس المنصب من نوفمبر 1908 وحتى نيسان 1909
كانت وفاته في إسطنبول من عام 1910 وووري الثرى في مقبر زينب هانم فريد بالقرب من جامع كمال باشا، بحي آق سراي
1. ↑  "معلومات عن حسن فهمي باشا على موقع id.worldcat.org". id.worldcat.org. مؤرشف من الأصل في 2019-12-18.
2. ↑  "معلومات عن حسن فهمي باشا على موقع opc4.kb.nl". opc4.kb.nl. مؤرشف من الأصل في 2019-12-18.
3. ↑  "معلومات عن حسن فهمي باشا على موقع id.loc.gov". id.loc.gov. مؤرشف من الأصل في 2019-12-18. {{استشهاد ويب}}: |archive-date= / |archive-url= timestamp mismatch (مساعدة)